# Gravewürm
Ne doit pas être confondu avec Graveworm.
Gravewürm est un groupe de black et death metal américain, originaire de Clarion, en Pennsylvanie.

## Biographie
Le groupe est formé en 1990 sous le nom de Dominion. Ils enregistrent une première démo intitulée Morbid Death, suivie par Possessed By Darkness, Massacre In Blood et Nocturnal Spells dans les années 1990. Leur premier album démo, Ancient Storms of War, publié en 1999, est enregistré quatre ans plus tôt par le chanteur Tyrant (bestial summonings and torments), le guitariste Funeral- a.k.a. Kevin Fye (guitars of satanic storms and conjurings), le bassiste Massacre (diabolic bass and blasphemy), et le batteur Desecrator (infernal destruction and percussion). 
En 2001 Gravewürm participe à un split 7" single intitulé On the Wings of Death, aux côtés du groupe brésilien Apocalyptic Raids, publié au label allemand Iron Bonehead Productions. En 2003, ils participent à un split EP, Behold the Legion of Hell, au label Barbarian Wrath avec Derketa, Witchburner et Sadomaniac. La même anéne, ils publient un mini-album intitulé Vermin. En mars 2004, Miriquidi Productions publie leur split 7" single intitulé Infernal Gates avec le groupe suédois Devil Lee Rot. NunSlaughter Records publie le premier album album studio de Gravewürm intitulé Ancient Storms of War en novembre 2006, distribué par Hells Headbangers en Europe, avec 100 exemplaires sur vinyle orange,. Le groupe se lance dans une tournée nord-américaine, Antichrist Vanguard, en début mai 2007 aux côtés de Watain, Negative Plane, Angel Corpse, et Nachtmystium,. 
Le groupe publie l'album studio Funeral Empire en 2009, suivi par Black Fire et Blood of the Pentagram en 2010. En 2011 sort l'album studio Netherfiend, et leur split avec Spun in Darkness. En 2012 sort leur neuvième album Infernal Minions, au label Hells Headbangers,. En février 2013, le label du groupe, Hells Headbangers, annonce la sortie de leur album Infernal Minions le 14 mai à l'international.
À la fin de 2015, le groupe publie son onzième album studio, intitulé Doomed to Eternity, célébrant leur 25e années d'existence. L'album fait participer pour la toute dernière fois leur batteur Jim « Sadist » Konya, décédé en octobre 2015 à la suite d'un accident vasculaire cérébral.

## Membres

### Membres actuels
- Funeral Grave – guitare, chant (depuis 1992)[1]
- Sinistrauss – batterie (depuis 2015)[1]

### Anciens membres
- Blood – basse (?-2013)[1]
- Zyklon – basse, chant (2004-?)[1]
- Carrion – batterie[1]
- Goat Lust – batterie[1]
- Marc Stauffer – batterie[1]
- Tony Blakk – batterie[1]
- Massacre – batterie[1]
- Tyrant – chant[1]
- Florence – basse (2004-?)[1]
- Justin BlackFate – batterie (2004)[1]
- Mijial the Merciless – batterie (2004-?)[1]
- Lord Mazillion – batterie (2011, 2014-2015 ; décédé en 2015)[1]
- Von Sligow – batterie (2014-2016)[1]

## Discographie

### Albums studio
- 2000 : Ancient Storms of War
- 2002 : Dark Souls of Hell
- 2003 : Into Battle
- 2005 : Under the Banner of War
- 2009 : Funeral Empire
- 2010 : Black Fire
- 2010 : Blood of the Pentagram
- 2011 : Netherfiend
- 2012 : Infernal Minions
- 2014 : Abyss Sorcery
- 2015 : Doomed to Eternity

### Démos
- 1992 : Bestial Wrath
- 1993 : The Morbid Decomposure of Mankind
- 1993 : Possessed by Darkness
- 1994 : Sinister Curse
- 1995 : At the Gates of Armaggedon
- 1995 : Massacre in Heaven
- 1995 : Ancient Storms of War
- 1996 : Nocturnal Spells
- 1998 : Command of Satan's Blade

### EPs
- 2001 : W.A.R.B.E.A.S.T.
- 2002 : The Bestial Hordes
- 2003 : Carnivorous Monarchy

### Splits
- 2001 : Maximum Metal Mayhem / On the Wings of Death
- 2003 : Behold the Legions of Hell
- 2004 : Infernal Gates
- 2006 : Outbreak of Evil Vol. III
- 2006 : From Conflict to Conquest
- 2007 :  Annihilation Declaration / Der Hexenhammer
- 2007 : The Final Order
- 2007 : Hell Obscure Temptation
- 2007 : Gravewürm / Nunslaughter
- 2009 : Grim Horizons
- 2012 : Vengeance from Beyond the Grave
- 2013 : Todesweihe / Gravewürm
- 2014 : Spawn of the Sacrilege
- 2016 : Occult Creatures